# Sudamericano de Futsal Sub-21 de 2013
El Sudamericano de Futsal Sub-21 de 2013 fue la quinta edición del torneo Sub-21 y se celebró del 15 al 22 de junio de 2013. Inicialmente programado para julio de 2012, el torneo se pospuso por primera vez al siguiente septiembre y luego a junio de 2013.

## Equipos participantes
| Argentina | Paraguay  |
| Brasil    | Perú      |
| Chile     | Uruguay   |
| Colombia  | Venezuela |

## Primera fase

### Grupo A
| Grupo A  | Pts | PJ | PG | PE | PP | GF | GC | Dif |
| -------- | --- | -- | -- | -- | -- | -- | -- | --- |
| Brasil   | 7   | 3  | 2  | 1  | 0  | 11 | 3  | +8  |
| Colombia | 5   | 3  | 1  | 2  | 0  | 10 | 8  | +2  |
| Paraguay | 3   | 3  | 1  | 0  | 2  | 6  | 9  | -3  |
| Uruguay  | 0   | 3  | 0  | 1  | 2  | 6  | 13 | -7  |

### Grupo B
| Grupo B   | Pts | PJ | PG | PE | PP | GF | GC | Dif |
| --------- | --- | -- | -- | -- | -- | -- | -- | --- |
| Argentina | 9   | 3  | 3  | 0  | 0  | 10 | 3  | +7  |
| Chile     | 4   | 3  | 1  | 1  | 1  | 7  | 4  | +3  |
| Venezuela | 4   | 3  | 1  | 1  | 1  | 10 | 8  | +2  |
| Perú      | 0   | 3  | 0  | 0  | 3  | 2  | 14 | -12 |

## Fase final

### Cuadro de desarrollo
|  | Semifinales   | Semifinales |          |        | Final        | Final        |  |
|  | 2013          | 2013        |          |        | 2013         | 2013         |  |
|  |               |             |          |        |              |              |  |
|  |               |             |          |        |              |              |  |
|  | Brasil (p.)   | 3 (5)       |          |        |              |              |  |
|  | Brasil (p.)   | 3 (5)       |          |        |              |              |  |
|  | Chile         | 3 (4)       |          |        |              |              |  |
|  | Chile         | 3 (4)       |          | Brasil | 1            |              |  |
|  |               |             |          | Brasil | 1            |              |  |
|  |               |             | Colombia | 0      |              |              |  |
|  | Argentina     | 2 (3)       | Colombia | 0      |              |              |  |
|  | Argentina     | 2 (3)       |          |        |              |              |  |
|  | Colombia (p.) | 2 (4)       |          |        | Tercer lugar | Tercer lugar |  |
|  | Colombia (p.) | 2 (4)       |          |        | Tercer lugar | Tercer lugar |  |
|  |               |             |          |        |              |              |  |
|  |               |             |          |        | Chile        | 1            |  |
|  |               |             |          |        | Chile        | 1            |  |
|  |               |             |          |        | Argentina    | 3            |  |
|  |               |             |          |        | Argentina    | 3            |  |
|  |               |             |          |        |              |              |  |

### Semifinales
| 2013 | Brasil | 3:3 (t. s.)(5:4 p.) | Chile | Gimnasio Campeones Mundiales del 97, San Cristóbal |  |

| 2013 | Argentina | 2:2 (t. s.)(3:4 p.) | Colombia | Gimnasio Campeones Mundiales del 97, San Cristóbal |  |

### Tercer lugar
| 2013 | Chile | 1:3 | Argentina | Gimnasio Campeones Mundiales del 97, San Cristóbal |  |

### Final
| 2013 | Brasil | 1:0 | Colombia | Gimnasio Campeones Mundiales del 97, San Cristóbal |  |

|                            |
| Bandera de Brasil          |
| Campeón Brasil 5.to Título |

## Tabla general
| Pos. | Equipo    | Pts | PJ | PG | PE | PP | GF | GC | Dif. | Rend. |
| ---- | --------- | --- | -- | -- | -- | -- | -- | -- | ---- | ----- |
| 1    | Brasil    | 11  | 5  | 3  | 2  | 0  | 15 | 6  | +9   | 77,7% |
| 2    | Colombia  | 6   | 5  | 1  | 3  | 1  | 12 | 11 | +1   | 40%   |
| 3    | Argentina | 13  | 5  | 4  | 1  | 0  | 15 | 6  | +9   | 86,6% |
| 4    | Chile     | 4   | 5  | 1  | 1  | 3  | 11 | 10 | +1   | 26,6% |
| 5    | Venezuela | 4   | 3  | 1  | 1  | 1  | 10 | 8  | +2   | 44,4% |
| 6    | Paraguay  | 3   | 3  | 1  | 0  | 2  | 6  | 9  | -3   | 33,3% |
| 7    | Uruguay   | 1   | 3  | 0  | 1  | 2  | 6  | 13 | -7   | 11,1% |
| 8    | Perú      | 0   | 3  | 0  | 0  | 3  | 2  | 14 | -12  | 0%    |